# プリンセス・トヨトミ
『プリンセス・トヨトミ』（英題：Princess Toyotomi） は、日本の作家である万城目学の小説。

## 概要
万城目学初の長編連載作品。『別册文藝春秋』にて2008年1月号から2009年1月号まで連載され、2009年3月に文藝春秋より刊行された。第141回直木賞候補作。『鴨川ホルモー』と『鹿男あをによし』に続く「関西三部作」のひとつ。400年にわたりあるものを守り続けてきた大阪の男たちと、それを知らずに大阪へやってきた会計検査院との攻防を軸に、親子の絆を描いたパラレルワールド的な作品。『鹿男あをによし』とは一部世界観を共有しており、同作品に登場した大阪女学館剣道部顧問の南場勇三がわずかに登場する。また、作中で頻発していた地震についても触れられている。
「吉本」やバラエティ番組でよく取り上げられるイメージとは違う「日常の大阪」「もうひとつの大阪」を意識して執筆されている。例えば、観光地としては知名度が高くない空堀商店街が主な舞台とされ、大輔と茶子の会話にはベタなボケ・突っ込みシーンがなく（むしろコミカルなやり取りは東京からやってくる会計検査院側に多い）、熱狂的な阪神ファンも出てこない（ただし映画では新世界や道頓堀などのシーンが多く挿入されている）。
原作において辰野金吾の辰野建築がしばしば話題になり、「長浜ビル」や「大阪国議事堂」も辰野建築ではないかと言及される。
一説には、大阪都構想をモデルにしているとも言われている。

## あらすじ
5月31日の木曜日、午後4時。突如として大阪府で一切の営業活動、商業活動が一斉に停止した。物語はそこからさかのぼること10日前、東京から訪れた会計検査院の調査官3人と、空堀商店街に住む2人の中学生の、一見何の関わりもない行動を中心に描かれる。
会計検査院第六局所属の松平・鳥居・旭の3人は実地検査のため大阪を訪れる。そのリストの中には謎の団体「社団法人OJO」が入っていたが、期間中にOJOの検査をできないまま一旦帰京する。一方、空堀中学校に通う大輔と茶子は幼馴染。長い間女の子になりたいと思っていた大輔はセーラー服姿で登校することを夢に見て、実行に移す。しかし、彼を待っていたのは壮絶ないじめであった。
週が明けて火曜日、ある理由で大阪に残っていた松平はOJOの実地検査ができることを知り、現地へと向かう。一方の大輔はその日、担任教師に早退を命じられ、父親とともにある場所へと行くことになる。松平と大輔の2人が見たものは地下に眠る「大阪国」であり、大輔は父が大阪国の総理大臣であることを告げられる。
「大阪国」は35年間で日本国政府から175億円もの補助金を受けていたが、肝心なことを国との条約を盾に語らない。松平はこの「大阪国」の不正を明るみにするために対決することに。そんな中、大輔へのいじめがエスカレートし、茶子はいじめた相手への襲撃を決行するが、そのことが思いもよらぬ事態へと発展する。
それぞれの思惑と誤解が交錯したとき、長く閉ざされていた歴史の扉が開かれる。

## 用語解説
大阪国
大坂夏の陣による豊臣家の滅亡後、徳川家は豊臣秀吉が築いた大坂城を全て破却し、大坂から豊臣家の痕跡を消し去ろうとした（大坂城#徳川大坂城を参照）。そうした徳川家のやり方に不満を抱いた大坂の町人が、秘密裏にあるものを守るために大坂城の地下に寄合場を造ったのが大阪国の始まりである。その後、明治維新時に太政官政府と条約を交わし、国が正式に大阪国の存在を承認し、大阪国の運営資金を国家予算に組み込む（肩代わりする）ことになった。このとき以外、外部には一切その存在を現しておらず、関係者以外に存在を公にされた時が大阪国の終わりとされる。国が「訪問（視察）」の意思を伝えた場には誠実に対応しなければならない。あるものが危機にさらされた時、大阪国の人間は決められた「合図」に従って「立ち上がる」。大阪府民全てが大阪国の人間というわけではなく、大阪国の人間として認められるには条件がある。
「国」ということで、大阪国の「国会議事堂」が存在する。その内部は実際の国会議事堂によく似ているが、ここで法案を成立させることなどはない。また、3年間の持ち回りで「大阪国総理大臣」が選出されている。運営資金の多くは、大阪国民をチェックするためのスーパーコンピュータや、「合図」のための伝達・整備資金にあてがわれている。
社団法人OJO
国や大阪府などから大阪国へ送られる資金の受け皿となっているダミー組織の一つ。大阪国の存在を公にできないため、資金の使途については「補助金」という形で一部偽りの報告を行ってきた。空堀商店街にある「長浜ビル」なる年季の入った建物に事務所があり、大阪国へとつながる長いトンネルが続く。「OJO」は略称でも何でもなく、大阪国の人間が守ってきたものそのものを指し、これが大阪国が存在する理由となっている。

## 主な登場人物
主な登場人物の名前は歴史上の人物から採られている。例えば豊臣秀吉の妹旭姫から採られた「旭」など。

### 会計検査院
松平 元（まつだいら はじめ）
会計検査院第六局副長。39歳。国家公務員1種試験をトップ合格しながら、「検査がしたい」との理由で名だたる省庁の誘いを断って検査院に入った。卓越した調査能力と妥協を許さぬ追及の厳しさから「鬼の松平」と恐れられる。大きな仕事の前には全身の関節を鳴らす癖がある。アイスクリームが好物で、事あるごとに食べる。両親は大阪出身で、すでに他界した元官僚の父親とは長い間確執があった。幼少時に2年半ほど森之宮に住んでいたことがあり、その時に大阪城の異様な光景を目の当たりにしている。部下である鳥居の印象によると、三島由紀夫を連想する。
徳川家康の原名、松平元康に由来。
鳥居 忠（とりい ただし）
会計検査院第六局所属。32歳。小太りで童顔。調査員らしからぬおっちょこちょいな性格で、検査院に入って10年経ってもミスを連発している。しかし、インクの臭いが苦手という体質から書類偽造を見極めたり、予期せず勘が鋭く働いたりすることから、本人の知らないところで「ミラクル鳥居」と呼ばれ、その能力を松平に買われている。恋人がおらず、見合いもうまくいっていないことが検査院内で噂になっており、下の名前（ファーストネーム）で呼ばれるのは実の母親だけだと言われている。原作では「ただし」の漢字表記は明らかになっていないが、映画のパンフレットで「忠」と表記されている。
家康の側近、鳥居元忠に由来。
実写映画では性別が男性から女性に変更され、それに伴い名前も「忠子」に変更されている。
旭 ゲーンズブール（あさひ ゲーンズブール）
会計検査院第六局所属。29歳。ハーバード大学卒業。国家公務員1種試験をトップ合格し、内閣法制局への出向経験を持つ才女。日本人とフランス人のハーフで、すれ違った男性のほとんどが振り返る程の美貌の持ち主。ただしフランス語は話せず、代わりに英語が堪能で、なぜか大阪弁も話せる。ファーストネームで呼ばれることを嫌うなど、鳥居にはやや冷めた態度を取っている。会計検査院に来たのにはある目的があった。
秀吉の妹で家康の正室だった旭姫に由来。
実写映画では性別が女性から男性に変更されており、鳥居と逆転している。

### 大阪市立空堀中学校
真田 大輔（さなだ だいすけ）
中学二年生。小学生の頃から女性になることに憧れ、男物の服装でいることに抵抗を感じていた（ただし男性を恋愛対象として見ているわけではない）。セーラー服で登校したことをきっかけにいじめの対象になるが、頑なに男子制服を着ることを拒む。しかし、運動が苦手な肥満体質であるためセーラー服姿は似合わない。
真田幸村の長男で、大阪城内で秀頼と一緒に自害したとされる大助に由来。
橋場 茶子（はしば ちゃこ）
中学二年生。陸上部員。2歳の時に交通事故で両親を亡くし、自身を引き取った叔母（宗右衛門町でスナックを経営）と大輔の家族によって育てられた。男勝りな性格で、小さい頃からよくいじめられる大輔をいつも守っていた。大輔からはセーラー姿で登校することを最初に打ち明けられている。
秀吉の苗字「羽柴」と、秀頼の生母・淀殿の本名「茶々」に由来。
島 猛司（しま たけし）
中学二年生。実家がジャコを扱う乾物屋であることから、「ジャコ屋」と茶子に呼ばれている。1年前に父親を亡くしている。「太閤」のお向かいさんだが、大輔と親しくなるのは中学生になってから。大柄な体格で大輔が苦手としていたが、次第に大輔にとって良き理解者となっていく。
豊臣方武将・島左近に由来。
蜂須賀 勝（はちすか まさる）
中学三年。父は暴力団の組長で、本人も虚実入り混じった武勇伝を持つ学内の番長。大輔を「オカマ」と罵り執拗にいじめる。
秀吉の側近蜂須賀正勝（小六）に由来。
後藤（ごとう）
大輔の担任。授業をよく長引かせることから生徒には評判が悪いが、何かと大輔を気にかける。
豊臣方武将・後藤又兵衛に由来。

### 真田家
真田家の男には、大阪国が守ってきたあるものを最も近い場所で見守りつづける役目がある。
真田 幸一（さなだ こういち）
大輔の父。お好み焼き屋「太閤」主人。腕は確かで店の評判も良いが、不器用かつ頑固な性格で、雑誌のインタビューを断り続けている。タテジマの球団ではなく広島東洋カープのファンで、特に前田智徳が好き。茶子の実母とは幼馴染だった。実は彼こそが現在の大阪国総理大臣である。
大坂冬の陣で徳川軍に大打撃を与え、夏の陣では家康本陣に決死の突貫攻撃を仕掛けて「日本一の兵」と賞された豊臣軍主力・真田幸村に由来。
真田 竹子（さなだ たけこ）
大輔の母。大輔の容姿は彼女譲りである。
幸村の正室・竹林院（竹姫）に由来。
真田 昌一（さなだ しょういち）
大輔の祖父で、幸一の父。「太閤」の店番で忙しい父母に代わってよく大輔の面倒を見ていた。大輔が小学1年の時に死去。
幸村の父・真田昌幸に由来。

### その他
浅野（あさの）
普段は空堀商店街で和菓子屋「だるま屋」を営む。長浜ビルにて大阪国に続くトンネルの門番を担当。幸一を幼いころから知っている長老である。
浅野氏に由来。
長宗我部（ちょうそかべ）
普段は小学校で社会科の教師を務める。松平が大阪国を訪問した際に、議事堂までの案内と書記を担当。
豊臣方主力長宗我部氏に由来。
千野（ちの）
普段は弁護士。大阪国が「立ち上がった」後に、事態の確認と収拾を図るべく松平に質問を投げる。
秀吉の茶頭・千利休に由来すると思われる。
宇喜多（うきた）
大阪府警少年課の刑事。大輔たちの面倒を見ることになる。人相が悪く、性格も横柄。
宇喜多秀家に由来。

## メディアミックス

### ラジオドラマ
NHK-FM放送の「青春アドベンチャー」にて、2009年11月23日 - 12月4日の日程により、全10回で制作・放送。時間の制約上原作からカットした個所があったり、大輔も島のことを「ジャコ屋」と呼ぶなどといった相違がある。なお、第1回放送当日は連動企画として「今日は一日“おいしい音楽・食いだおれ”三昧」がNHK大阪放送局より生放送された。
2012年2月20日 - 3月2日の日程で、青春アドベンチャーにて再放送。

#### スタッフ
- 脚色 - オカモト國ヒコ
- 選曲 - 水津雅幸
- 演出 - 佐々木正之
- 技術 - 糸林薫、山田顕隆
- 音響効果 - 石川恭男（第1回 - 5回担当）、千本木真純（第6回/7回担当）、久保光男（第8回 - 10回担当）

#### キャスト
- 松平 元 - 利重剛/少年時代 - 関根航
- 鳥居 - マギー
- 旭 ゲーンズブール - 川原亜矢子
- 真田 大輔 - 三田村陽斗
- 橋場 茶子 - 櫻田実久
- 島 猛司 - 矢野有祐
- 蜂須賀 勝 - 長澤翼
- 真田 幸一 - 赤井英和
- 真田 竹子 - 岸昌代
- 長宗我部 - 峯村淳二
- 千野 - 山崎海童
- 松平の父 - 平田満
- 松平の母 - 池田道枝
- 日本国総理大臣 - 岡本富士太
- 宇喜多 - 大賀太郎
- 木村兄 - 飯山祐太
- 木村弟 - 興津正太郎
- 課長 - 荒谷清水
- 車いすの老人 - 若林哲行
- 私服警官 - 辻本一樹
- 大阪府庁の男 - 下塚誠
- 販売機の声 - 林英世
- 他に、内田健介、重松収、本多新也、大西加代子、佐藤亮太、落丸紗矢、中村都、関貴昭、関えつ子、仲野文梧、大西夢瑠

### 映画
『プリンセス トヨトミ』のタイトルで2011年5月28日、全国東宝系で公開。脚本、監督、プロデューサーなどドラマ化された『鹿男あをによし』と同じスタッフで制作されている。主演は堤真一。
全国277スクリーンで公開され、2011年5月28、29日の初日2日間で興収3億596万3,800円、動員23万4,391人になり映画観客動員ランキング（興行通信社調べ）で初登場第2位となった。最終興行収入16.2億円。
2012年5月12日に、フジテレビ系で地上波初放送された。

#### キャッチコピー
- その日大阪が全停止した。
- 大阪全停止。その鍵を握るのは、トヨトミの末裔だった。

#### キャスト
- 松平 元 - 堤真一 / 幼少の元 - 岡部太夢
- 鳥居 忠子 - 綾瀬はるか
- 旭 ゲーンズブール - 岡田将生
- 真田 大輔 - 森永悠希
- 橋場 茶子 - 沢木ルカ
- 長曽我部 - 笹野高史
- 真田 竹子 - 和久井映見
- 真田 幸一 - 中井貴一
- 空堀中学校・校長 - 宇梶剛士
- 大阪府庁・幹部職員 - 甲本雅裕
- 国会議員秘書 - 合田雅吏
- 大阪城趾歴史研究所・所長 - 村松利史
- 警察官 - おかやまはじめ
- イベントサポート会社・責任者 - 川井つと
- 大阪某事業団体・職員 - 河原健二
- 蜂須賀組・組長（勝の父） - ト字たかお
- 伊茶（国松の母） - 菊池桃子
- 松平 康（松平の父） - 平田満
- 漆原 修三 - 江守徹
- 国松 - 加賀瀬翔
- 大阪府庁・職員 - いわすとおる
- 大阪府庁・先輩職員 - 社城貴司
- 大阪府庁・新人職員 - 須田邦裕
- 蜂須賀 勝 - 上村響
- 蜂須賀組・組員 - 駿河太郎
- 不良 - 田中尚輝、中西一志、岸川拓也
- 町人 - 窪田弘和
- 空堀ぃーずレディス・たこやき屋のおばちゃん - 中喜多眞代
- 南場 勇三 - 宅間孝行（特別出演）
- たこ焼き屋のあんちゃん - 玉木宏（特別出演）
- アナウンサー - 山本浩之、村西利恵（関西テレビアナウンサー）
- 空堀商店街の男性 - 林弘典（関西テレビアナウンサー）
- 徳川方武将 - 堤真一（2役）

- 柴田善行
- 大賀太郎
- 北村明男
- 林哲夫
- 藤枝政巳
- 土方錦ノ助
- 山田永二
- 杉山幸晴
- 佐々木愛
- 園英子
- 植並由丞
- 四方昇
- 寺戸五十鈴
- 辰見久子
- 矢田直資
- 尾方裕司
- 松井幸世
- 伊東佳則
- 石原啓子
- 南田千鶴
- 半田あかり
- 舟山弘一
- 雲雀大輔
- 後藤健
- 野間仁雄
- 名村克良
- シジミ
- 稲田美代子
- 森村祥輝
- 櫻井忍
- 山根誠示
- 向井刑事
- 武藤和嗣
- 永瀬ゆみ
- 秋葉ちひろ
- 坂手透浩
- 関田安明
- 高野ひろき
- Velo武田
- 大抜卓人

#### スタッフ
- 監督 - 鈴木雅之
- 脚本 - 相沢友子
- 音楽 - 佐橋俊彦
- 製作 - 亀山千広（フジテレビ）、堤田泰夫（関西テレビ）、島谷能成（東宝）
- 企画 - 石原隆（フジテレビ）、簱啓祝（関西テレビ）、市川南（東宝）
- プロデューサー - 土屋健（フジテレビ）、稲葉直人、前田茂司
- アソシエイトプロデューサー - 矢野浩之（関西テレビ）
- ラインプロデューサー - 向井達矢（楽映舎）
- 美術プロデューサー - 竹村寧人（東映京都撮影所）
- 美術 - 荒川淳彦
- 美術デザイナー - 吉田孝（東映京都撮影所）
- 撮影 - 佐光朗
- 照明 - 加瀬弘行（FLT）
- 録音 - 柿澤潔
- 編集 - 田口拓也（バスク）
- VFXスーパーバイザー - 石井教雄
- 選曲 - 藤村義孝（スポット）
- 音響効果 - 柴崎憲治、大河原将（アルカブース）
- スタイリスト - 伊賀大介
- スクリプター - 戸国歩
- 助監督 - 長瀬国博
- 制作担当 - 古野忠司
- キャスティング - 伊東雅子
- 監督助手 - 権野元、服部大二、加藤卓哉、畑中みゆき
- 撮影助手 - 平林利徳、眞田慧子、田村ゆう子、大坪隆史
- 照明助手 - 大石勝己、鹿野克己、奥田祥平、萩野慎也、中西克之
- 録音助手 - 高須賀健吾、横山つかさ、西山光繁
- 編集デスク - 佐々木宣明
- 音響効果助手 - 井上奈津子、松浦大樹、赤澤勇二
- 特機 - 小窪美佳、岸田吉永
- 美術助手 - 倉田智子、楢木香名子
- 装飾助手 - 佐伯賢治、三木香菜子
- 持道具 - 上田耕治
- 大道具組付 - 大石秀美
- 装置 - 岡田実、柴田優
- 背景塗装 - 青沼隆司、藤原彰人、村井郁恵
- 建具 - 松田智彰
- 電飾 - 辻俊安
- 美術進行 - 中塚拓也
- 衣裳 - 古賀博隆
- 衣裳助手 - 野口藍
- ヘアメイク - 清水美穂、小林藍子、藤井俊二
- かつら - 山崎浩彦
- 床山 - 鳥居清一、笹森祐子
- 結髪 - 北川真樹子
- スチール - コイケタカ
- メイキング - 斎藤正利
- ホース・コーディネーター - 辻井啓伺
- スタント・コーディネーター - 舟山弘一
- エキストラ担当 - 山口陽一郎、豊崎壽夫
- 方言指導 - 大賀太郎、佐々木愛
- 画コンテ - 小原智和
- 歴史監修 - 北川央（大阪城天守閣研究副主幹）、跡部信（大阪城天守閣主任学芸員）
- 制作主任 - 堀岡健太
- 制作進行 - 松村隆司、福居雅之、中村元
- 進行見習 - 伊藤博基、山田みずほ
- アシスタントプロデューサー - 竹田浩子
- プロデューサーアシスタント - 片山怜子
- 制作デスク - 菊池香理
- 撮影応援 - 葛西誉仁、原田幸治、下垣外純、的場光生、古橋長良、寺嶋里紗、芳山貴勇
- 特機応援 - 西林和彦、由良晋一、宮崎亮太、矢木佑樹、渡部暢隆
- 照明応援 - 
  - 山中秋男、山崎博司、木下敏彰、尾松聖志、牧野力、五島薫、吹留智史、岩谷貴生
  - 土居欣也、宇山智久、川戸貴宏、東田勇児、藤川達也、田中信二、江川敏則、勝馬径
- 録音応援 - 日比和久、松陰信彦
- 監督助手応援 - 井口誠一、大脇邦彦
- 制作応援 - 小西剛司
- 編集助手 - 藤掛順子
- 選曲助手 - 大森力也
- 光学録音 - 中山義廣、宇田川章、深野光洋
- スタジオエンジニア - 山口溝大
- エンドロール編集 - 高岡直樹
- タイトル - 津田輝王、関口里織
- デジタルカラーグレーディング - 山下哲司
- タイミング - 高橋守朗
- カラーマネジメント - 松本渉、由良俊樹
- データコンフォーム - 細沼直人、宮島沙緒理
- キーコードテレシネ - 大迫優一
- フィルムスキャニング - 佐々木豊、棚橋在
- フィルムレコーディング - 小越将
- ラボコーディネート - 石山泰子、川島大資
- DIコーディネート - 柴田誠
- 視覚効果助手 - 西田裕
- コンポジットディレクター - 荻島秀明
- リードコンポジッター - 石塚悟、川村誠也
- インフェルノコンポジッター - 島崎淳、山本和哉、遠藤俊介、前光則、吉田雅也、坂間健太
- デジタルコンポジッター - 遠藤祐一郎、遠藤文仁
- テクニカルサポート - 松尾康徳、道家林太郎
- CGディレクター - 本田大輔
- CGアーティスト - 米谷啓司、飯田忠士、西出慎、松田信二、一柳聡美
- CGコンポジッター - 伊藤圭司、青山寛映、工藤崇、大野俊太郎、櫻井直樹
- CGマットペイント - 高橋美穂子
- テクニカルディレクター - 床井悟、鳥居佑弥
- システムサポート - 山崎和広
- CGプロデューサー - 城戸久倫
- 宣伝プロデューサー - 中山正樹
- 宣伝 - 江見威彦、土肥直人、奥村法子、嶋田友美、馬場千晃、臼井真之介
- 予告編ディレクター - 里謙二郎
- 予告編制作 - 髙根英一郎
- ポスターデザイン - 高尾裕司、内堀孝史、吉良進太郎
- マーチャンダイジング - 久保晴世、柳田麻衣
- エンディング・テーマ - ケルティック・ウーマン「Princess Toyotomi〜永遠の絆」
- 特報・予告ナレーション - 山寺宏一
- 美術協力 - 
  - いきいき富山観光物産株式会社、BAUME & MERCIER、株式会社JTBパブリッシング、財団法人京都市埋蔵文化財研究所、ヤマモト
  - 東京地図出版株式会社、株式会社ナカノ工房、京都太秦おこのみ工房、NTT docomo、株式会社加藤造園、ソニー株式会社
  - 国土地理院、姫路市立城郭研究室、キンキ・パートナーズ株式会社、有限会社高津商会、有限会社京阪商会、グリコ
  - 青沼塗装工業
- メイク協力 - FANCL
- 撮影協力 - 
  - 空堀商店街、京都市立清水小学校、京都大学防災研究所阿武山観測所、高槻市、河内長野市、黒門市場、大阪飲食健全協同組合、道頓堀商店会
  - 戎橋筋商店街、心斎橋筋商店街、宗右衛門町商店会、新世界町会連合会、新世界連合振興町会、新世界串かつ振興会、南陽通商店街振興組合
  - 通天閣南本通商店街、通天閣本通商店街、春日通商店会、ひらかたパーク、THE BOON、ホテルニューオータニ大阪、国宝彦根城、関西医科大学
  - ウェスティン都ホテル京都、京都精華大学、学校法人聖母女学院、京都造形芸術大学、ULTRA FACTORY、PASONA、特定非営利活動法人大阪城甲冑隊
  - 滋賀県立成人病センター、京都市立病院、京都府庁旧本館、株式会社シアター建設、南海ロケーションサービス、JR西日本ロケーションサービス
  - 株式会社ジェイアール西日本フードサービスネット、大阪芸術大学、放送芸術学院、伸和サービス株式会社、大塚製薬株式会社
  - 財団法人大阪タクシーセンター、福岡フィルムコミッション、滋賀ロケーションオフィス、京都フィルム・オフィス、ショーカープロ・オノ
- 大阪ロケ協力 - 
  - 大阪府、大阪市、大阪商工会議所、財団法人大阪観光コンベンション協会、大阪ロケーション・サービス協議会、財団法人大阪市博物館協会
- 協力 -
  - IMAGICA、三和映材社、日活スタジオセンター、バスク、有限会社創美、オムニバス・ジャパン、イマジナリーパワー、報映産業、グリフィス
  - 三和プロライト、イデックス、アルカブース、KiKi inc.、株式会社スポット、アペックスII、アンシブルタイトル、山崎かつら、関西三穂電機、FLT
- 音楽制作協力 - 行方均、荒井憲一、小林和広、花村路津子（EMIミュージック・ジャパン）、澤崎隆一、岩本綾美（ポニーキャニオン）
- 企画協力 - ボイルドエッグズ、文藝春秋
- 取材協力 - 大阪城天守閣、会計検査院
- 製作 - フジテレビ、関西テレビ、東宝
- 制作プロダクション - 楽映舎
- 制作協力 - 東映京都撮影所
- 配給 - 東宝

#### ロケ地〔映画の劇中に出てくる場所など〕（順不同）
| ロケ地 / シーン / 場所                                                 | ロケ地 / シーン / 場所 | ロケ地 / シーン / 場所 | ロケ地 / シーン / 場所 |
| ---------------------------------------------------------------------- | --- | ---------------------- | ---------------------- |
| 大阪城公園・本丸前                                                     | 松平、旭がソフトクリームを鳥居がたこ焼きを食べていたシーン                                                                  | 大阪府                 | 大阪市中央区           |
| 大阪城公園・極楽橋                                                     | 松平が35年前にとある出来事を目撃したシーン                                                                                  | 大阪府                 | 大阪市中央区           |
| 大阪城天守閣前にある売店「豊城園」                                     | たこ焼き屋 | 大阪府                 | 大阪市中央区           |
| 大阪城公園にある内堀沿いの道（極楽橋〜京橋口の間）                     | 大阪国民の男たちが大阪府庁に向かう場面、茶子が自転車で走る場面、会計検査院3人と大輔・茶子の別れの場面（さよならプリンセス） | 大阪府                 | 大阪市中央区           |
| ホテルニューオータニ大阪                                               | 松平たちが泊っていたホテル、鳥居と茶子がいた部屋                                                                            | 大阪府                 | 大阪市中央区           |
| 大阪府庁舎・本館 / 5階共用大会議室                                     | 会計実地検査が行われたシーン                                                                                                | 大阪府                 | 大阪市中央区           |
| 大阪府庁舎・本館 / 正面玄関                                            | 松平と真田の対峙シーン | 大阪府                 | 大阪市中央区           |
| 新鴫野橋                                                               | 旭が携帯電話を掛けながら歩いていたシーン                                                                                    | 大阪府                 | 大阪市中央区           |
| 大坂橋                                                                 | 茶子が自転車で通った橋（土佐堀通を越える歩行・自転車橋）                                                                    | 大阪府                 | 大阪市中央区           |
| 空堀商店街                                                             | 松平たちが財団法人OJOに向かっていたシーン、茶子が自転車で走る場面（森理容室前、商店街）、とび蹴りの場面（喫茶MAC前）        | 大阪府                 | 大阪市中央区           |
| 道頓堀（戎橋 / 道頓堀商店街）                                          | 戎橋上の松平、鳥居は太秦映画村北側（山陰線北側）の映画村専用駐車場内                                                        | 大阪府                 | 大阪市中央区           |
| 中座くいだおれビル（くいだおれ人形）                                   | | 大阪府                 | 大阪市中央区           |
| かに道楽 道頓堀本店                                                    | 大阪全停止シーン | 大阪府                 | 大阪市中央区           |
| 心斎橋筋商店街                                                         | | 大阪府                 | 大阪市中央区           |
| 戎橋筋商店街                                                           | | 大阪府                 | 大阪市中央区           |
| なんばグランド花月                                                     | 金曜日のエピソード冒頭 | 大阪府                 | 大阪市中央区           |
| なんば南海通り前                                                       | 金曜日のエピソード冒頭 | 大阪府                 | 大阪市中央区           |
| 難波西口交差点                                                         | 金曜日のエピソード冒頭 | 大阪府                 | 大阪市中央区           |
| 黒門市場                                                               | 大阪全停止シーン、鳥居が走る場面、大阪国民の行進                                                                            | 大阪府                 | 大阪市中央区           |
| 堺筋（道頓堀川より北側のタイムズ「堺筋道頓堀」周辺）                   | 大阪全停止シーン、但し鳥居と茶子は嵐山の丸太町通西詰で撮影                                                                  | 大阪府                 | 大阪市中央区           |
| 寝屋川橋                                                               | 茶子が自転車で通った橋（京阪電鉄の線路横）                                                                                  | 大阪府                 | 大阪市中央区           |
| 大阪市中央公会堂                                                       | 水曜日のエピソード冒頭 | 大阪府                 | 大阪市北区             |
| 御堂筋〔国道176号〕に架かる歩道橋 （曽根崎警察署方向）                 | 大阪全停止シーン | 大阪府                 | 大阪市北区             |
| 大阪駅御堂筋口                                                         | 水曜日のエピソード冒頭 | 大阪府                 | 大阪市北区             |
| 阪急東交差点 （阪急百貨店メンズ館・HEPFIVE方向）                       | | 大阪府                 | 大阪市北区             |
| 南海電車難波駅（プラットホーム）                                       | 大阪全停止シーン | 大阪府                 | 大阪市浪速区           |
| 南陽通商店街（通称：ジャンジャン町（横丁に非ず）                       | 大阪全停止シーンなど | 大阪府                 | 大阪市浪速区           |
| 三桂クラブ〔囲碁・将棋〕（南陽通商店街内にある）                       | | 大阪府                 | 大阪市浪速区           |
| ホルモン道場（南陽通商店街内にある）                                   | 大阪全停止、無人の場面 | 大阪府                 | 大阪市浪速区           |
| 通天閣本通商店街                                                       | 松平と旭が歩いているシーン                                                                                                  | 大阪府                 | 大阪市浪速区           |
| 通天閣南本通商店街                                                     | 大阪全停止シーン | 大阪府                 | 大阪市浪速区           |
| 府道30号に架かる阿倍野歩道橋（「JR天王寺駅」方向〔2011年現在工事中〕） | 木曜日のエピソード冒頭 | 大阪府                 | 大阪市天王寺区         |
| 阪堺電気軌道（「天王寺駅前駅」周辺）                                   | 木曜日のエピソード冒頭 | 大阪府                 | 大阪市天王寺区         |
| 淀川河川敷                                                             | 茶子が自転車で通っていた場所、淀川右岸 新十三大橋とJR神戸線鉄橋の間                                                         | 大阪府                 | 大阪市淀川区           |
| 阪堺電気軌道（「住吉駅」周辺）                                         | 土曜日のエピソード冒頭（天王寺駅前行電車）                                                                                  | 大阪府                 | 大阪市住吉区           |
| 阪堺電気軌道（「北天下茶屋駅踏切」）                                   | 土曜日のエピソード（寿司屋の提灯）                                                                                          | 大阪府                 | 大阪市住吉区           |
| 千本松渡船                                                             | 土曜日のエピソード（インサート）大正区側から西成区側への渡船                                                                | 大阪府                 | 大阪市西成区           |
| クリエイティブセンター大阪（旧名村造船所跡）                           | 大輔が同級生に追いつめられる場面、旧ドック横（アンダルシアのロケ地）                                                        | 大阪府                 | 大阪市西成区           |
| 高槻市第一中学校                                                       | （大阪市立空堀中学校）校門付近と校舎内2階職員室付近のトイレ前廊下                                                           | 大阪府                 | 高槻市                 |
| 京都大学防災研究所阿武山観測所                                         | 1階ロビーと廊下は長浜ビル1階ロビー、3階はOJO歴史研究所の漆原教授研究室の内部                                                | 大阪府                 | 高槻市                 |
| 関西医大（牧野校舎本館）                                               | OJO歴史研究所の入口ロビー、階段、2階の研究室外観                                                                            | 大阪府                 | 枚方市                 |
| 山城屋（神崎川、三津屋商店街）                                         | 居酒屋、女主人が店内にひょうたんをかけ、無人となる                                                                          | 大阪府                 | 大阪市淀川区           |
| 京都府庁旧本館正庁                                                     | 太政官政府と大坂國が条約を結んだ場所                                                                                        | 京都府                 | 京都市上京区           |
| 京都造形芸術大学（至誠館地下ULTRAFACTORY）                             | イベント・サポート会社の内部                                                                                                | 京都府                 | 京都市左京区           |
| 京都精華大学本館4階                                                    | 会計検査院事務所、松平の若い頃父親に電話をする                                                                              | 京都府                 | 京都市左京区           |
| パソナ京都（京都KMビル4階）                                            | 旭が検査に行く人材会社 | 京都府                 | 京都市下京区           |
| 東映京都撮影所のオープンセット                                         | 長浜ビル、お好み焼き太閤 | 京都府                 | 京都市右京区           |
| 東映京都撮影所ステージNo.1内のセット                                   | 国会議事堂・中央広間 | 京都府                 | 京都市右京区           |
| 東映京都撮影所ステージNo.2内のセット                                   | 名代お好み焼き太閤の内部 | 京都府                 | 京都市右京区           |
| 東映京都撮影所ステージ内のセット                                       | 松平と旭が話していた大阪府庁内の部屋（部屋から見える大阪城は合成）                                                          | 京都府                 | 京都市右京区           |
| 東映京都撮影所ステージ内のセット＋合成                                 | 長浜ビルのロビーにある扉内部の長い廊下                                                                                      | 京都府                 | 京都市右京区           |
| 東映太秦映画村                                                         | 大坂の町 | 京都府                 | 京都市右京区           |
| 亀岡市保津川河畔                                                       | 国松の最後の場面（付近は時代劇ロケ地として有名）                                                                            | 京都府                 | 亀岡市                 |
| 旧京都市立清水小学校（校庭と職員室）                                   | 大阪市立空堀中学校の謎の扉がある場所と職員室                                                                                | 京都府                 | 京都市東山区           |
| ウェスティン都ホテル京都（宴会場入口ロビー）                           | 松平と旭が乗っていたエレベーター                                                                                            | 京都府                 | 京都市東山区           |
| 聖母女学院（京都・藤森キャンパス本館2階）                              | 財団法人OJOのオフィス内部                                                                                                   | 京都府                 | 京都市伏見区           |
| 京都市立病院（ロビー）                                                 | 松平が入院した病院のロビーと待合室                                                                                          | 京都府                 | 京都市中京区           |
| 京都市営地蔵山墓地（京女幼稚園入口前）                                 | 松平の父の墓所、下の道を茶子が自転車で走る道路                                                                              | 京都府                 | 京都市東山区           |
| 因幡薬師前                                                             | 蜂須賀組事務所（外観）と自転車を降りる茶子、茶子と鳥居の場面                                                                | 京都府                 | 京都市下京区           |
| 中河原児童公園前のビル2階                                              | 蜂須賀組事務所の内部 | 京都府                 | 京都市南区             |
| 串康（四条大和大路）                                                   | 新世界で会計検査院の3人が串カツを食べる                                                                                     | 京都府                 | 京都市東山区           |
| 国宝 彦根城（天秤櫓 / 西の丸）                                         | 大坂夏の陣のシーン | 滋賀県                 | 彦根市                 |
| 芙蓉園本館の洞穴                                                       | 大坂城の抜け穴 | 滋賀県                 | 大津市                 |
| 滋賀県立成人病センター旧館（西館）の高層階                             | 松平の病室 | 滋賀県                 | 守山市                 |
| JR西日本博多総合車両所                                                 | 新幹線で移動するシーン | 福岡県                 | 筑紫郡那珂川町         |
| 国会前交差点の横断歩道                                                 | 鳥居と旭が歩いている場所 | 東京都                 | 千代田区               |
| 全く不明のロケ地                                                       | 松平の父が入院していた病院                                                                                                  |                        |                        |

#### サウンドトラック
「プリンセス・トヨトミ-PRINCESS TOYOTOMI-」オリジナル・サウンドトラック（2011年5月25日発売）
- 合計収録時間（01:18:55）

| 収録曲（タイトル） / 収録時間 / 作曲など | 収録曲（タイトル） / 収録時間 / 作曲など                 | 収録曲（タイトル） / 収録時間 / 作曲など | 収録曲（タイトル） / 収録時間 / 作曲など         |
| ---------------------------------------- | -------------------------------------------------------- | ---------------------------------------- | ------------------------------------------------ |
| M-01                                     | PRINCESS TOYOTOMI メインテーマ                           | 00:04:07                                 | 作曲・編曲：佐橋俊彦                             |
| M-02                                     | 無数の白い十字架〜何かが始まる                           | 00:01:06                                 | 作曲・編曲：佐橋俊彦                             |
| M-03                                     | 大阪の人たち〜大阪府庁会計検査                           | 00:00:56                                 | 作曲・編曲：佐橋俊彦                             |
| M-04                                     | 空堀中学校校庭にて〜何が起きたのだろうか?                | 00:01:33                                 | 作曲・編曲：佐橋俊彦                             |
| M-05                                     | 不可解な財団法人大阪城趾整備機構                         | 00:03:37                                 | 作曲・編曲：佐橋俊彦                             |
| M-06                                     | 父の記憶の断片                                           | 00:00:39                                 | 作曲・編曲：佐橋俊彦                             |
| M-07                                     | 大阪の人たち〜大阪城趾歴史研究所にて                     | 00:00:37                                 | 作曲・編曲：佐橋俊彦                             |
| M-08                                     | 大阪の人たち〜そして、徹底調査が始まった                 | 00:01:09                                 | 作曲・編曲：佐橋俊彦                             |
| M-09                                     | 茶子と大輔〜これは、僕の問題や!                          | 00:01:48                                 | 作曲・編曲：佐橋俊彦                             |
| M-10                                     | 茶子を守らな。                                           | 00:01:30                                 | 作曲・編曲：佐橋俊彦                             |
| M-11                                     | 大阪夏の陣〜謎の扉へ                                     | 00:04:56                                 | 作曲・編曲：佐橋俊彦                             |
| M-12                                     | 闇の中の長い廊下                                         | 00:03:57                                 | 作曲・編曲：佐橋俊彦                             |
| M-13                                     | 衝撃の告白                                               | 00:04:14                                 | 作曲・編曲：佐橋俊彦                             |
| M-14                                     | 大阪国始まりの日                                         | 00:02:18                                 | 作曲・編曲：佐橋俊彦                             |
| M-15                                     | 茶子と大輔〜二人のすれ違い                               | 00:01:48                                 | 作曲・編曲：佐橋俊彦                             |
| M-16                                     | 父の記憶、その時の自分                                   | 00:00:26                                 | 作曲・編曲：佐橋俊彦                             |
| M-17                                     | 命をかけて戦う理由                                       | 00:02:12                                 | 作曲・編曲：佐橋俊彦                             |
| M-18                                     | 会談の申し入れ                                           | 00:00:48                                 | 作曲・編曲：佐橋俊彦                             |
| M-19                                     | 父から息子へ〜それは神聖なるもの                         | 00:03:38                                 | 作曲・編曲：佐橋俊彦                             |
| M-20                                     | 鳥居のミラクル 王女連れ去る!                             | 00:01:18                                 | 作曲・編曲：佐橋俊彦                             |
| M-21                                     | 全てが停止する時                                         | 00:02:55                                 | 作曲・編曲：佐橋俊彦                             |
| M-22                                     | そして大阪の街は静まり返る                               | 00:01:31                                 | 作曲・編曲：佐橋俊彦                             |
| M-23                                     | 決戦の日〜大阪府庁前へ                                   | 00:01:37                                 | 作曲・編曲：佐橋俊彦                             |
| M-24                                     | 父から息子へ〜託すべき思い                               | 00:01:34                                 | 作曲・編曲：佐橋俊彦                             |
| M-25                                     | 大阪国の真実                                             | 00:03:13                                 | 作曲・編曲：佐橋俊彦                             |
| M-26                                     | 銃声〜忘れていた思い                                     | 00:03:54                                 | 作曲・編曲：佐橋俊彦                             |
| M-27                                     | 大阪国の真実〜通じ合う心                                 | 00:06:43                                 | 作曲・編曲：佐橋俊彦                             |
| M-28                                     | 永遠へ向う廊下                                           | 00:02:26                                 | 作曲・編曲：佐橋俊彦                             |
| M-29                                     | エピローグ                                               | 00:01:34                                 | 作曲・編曲：佐橋俊彦                             |
| M-30                                     | Princess Toyotomi〜永遠の絆 <映画ヴァージョン>           | 00:04:35                                 | 作詞：夏目健司 訳詞：新美香 作曲・編曲：佐橋俊彦 |
| M-31                                     | プリンセスよ、永遠に。                                   | 00:01:43                                 | 作曲・編曲：佐橋俊彦                             |
| M-32                                     | Princess Toyotomi〜永遠の絆 <ヴォカリーズ・ヴァージョン> | 00:04:34                                 | 作詞：夏目健司 訳詞：新美香 作曲・編曲：佐橋俊彦 |

| 演奏者・指揮者など            | 演奏者・指揮者など           |
| ----------------------------- | ---------------------------- |
| Piano                         | 吉田弥生                     |
| Strings                       | 篠崎正嗣ストリングス         |
| Flute,Alto Flute              | 高桑英世                     |
| Oboe,English Horn             | 庄司さとし                   |
| Clarinet,Bass Clarinet        | 山根公男                     |
| Fagotto                       | 武井俊樹                     |
| Horn                          | 藤田乙比古、堂山敦史         |
| Trumpet                       | 西村浩二、横山均、菅坡雅彦   |
| Trombone                      | 広原正典、箱山芳樹、藤井良太 |
| Percussion                    | 藤井珠緒、小竹満里           |
| Conductor                     | 平田英夫                     |
| Other Instruments Programming | 佐橋俊彦                     |

#### DVD・Blu-ray
2011年11月16日発売（ポニーキャニオン）
〈プレミアム・エディション（DVD・Blu-ray）〉
【初回生産版封入特典】
- 大坂夏御陣全図－劇中レプリカ版－

【封入特典】
- 特製ブックレット（48ページ）
  - 「名代お好み焼き太閤特製レシピ」や「画コンテ」など

【映像特典（本編Discに収録）】
- 予告集 〜劇場予告・TVスポットすべて見せます!〜

【映像特典（特典Discに収録）】
- 豪華キャスト陣 スペシャルインタビュー集
- 鈴木雅之 監督 スペシャルインタビュー
- スペシャル対談 〜今、明かされる制作現場の裏側〜
  - ”馬場康夫VS鈴木雅之（監督）・万城目学（原作）・相沢友子（脚本）”

- 大放出! プリンセス トヨトミ撮影日誌
- 大ヒット御礼! スペシャルイベント映像集
  - 4/19  完成披露会見＆プレミアム試写舞台挨拶
  - 5/16  大阪プレミアム試写舞台挨拶＆大阪城ライトアップ
  - 5/28  公開初日舞台挨拶
  - 6/19  大ヒット舞台挨拶

- メイキング特番 〜大阪国の観測史上最も熱い夏〜
- プリンセス トヨトミ名場面集 〜永遠の絆〜
- 笑顔のクランクアップ集
- スペシャル相関図 人物裏設定を見逃すな!
- 古地図風大阪ロケ地マップ

〈スタンダード・エディション（DVD・Blu-ray）〉
【映像特典（本編Discに収録）】
- 予告集 〜劇場予告・TVスポットすべて見せます!〜